# Thelymitra epipactoides
Thelymitra epipactoides är en orkidéart som beskrevs av Ferdinand von Mueller. Thelymitra epipactoides ingår i släktet Thelymitra och familjen orkidéer. Inga underarter finns listade i Catalogue of Life.